# Дельвин, Ив
Ив Дельвин (фр. Yves Delvingt, род. 8 февраля 1953) — французский дзюдоист, чемпион и призёр чемпионатов Франции и Европы, призёр чемпионата мира, участник двух Олимпиад.

## Карьера
Выступал в полулёгкой весовой категории (до 65 кг). В 1974—1980 годах 3-кратный чемпион Франции, серебряный и дважды бронзовый призёр чемпионатов страны. Победитель и призёр международных турниров. Чемпион (1977) и бронзовый призёр (1975, 1976, 1979) чемпионатов Европы. Серебряный призёр домашнего чемпионата мира 1979 года в Париже.
На летних Олимпийских играх 1976 года в Монреале Дельвин победил эквадорца Энрике дель Валле и японца Йосихару Минами, но уступил итальянцу Феличе Мариани и занял 10-е место.
На следующей Олимпиаде в Москве Дельвин победил представителя Зимбабве Даниэля Франсуа Файфера, но проиграл монголу Цендиину Дамдину. В утешительной серии Дельвин снова победил Даниэля Франсуа Файфера, затем шведа Вольфганга Бидрона, но проиграл поляку Янушу Павловскому и стал пятым в итоговом протоколе.